# 19578 Kirkdouglas
19578 Kirkdouglas è un asteroide della fascia principale. Scoperto nel 1999, presenta un'orbita caratterizzata da un semiasse maggiore pari a 2,4020009 UA e da un'eccentricità di 0,1778630, inclinata di 2,30965° rispetto all'eclittica.
L'asteroide è dedicato all'attore statunitense Kirk Douglas.